# Проспект 70 лет Октября (Нижний Новгород)
Проспект 70 лет Октября — проспект в 7-м микрорайоне Сормовского района Нижного Новгорода.

## Описание
Проспект начинается от Светлоярского парка на Светлоярской улице, и заканчивается проспектом Кораблестроителей. На проспекте расположены сквер «Сосны» и сквер (бульвар).

## История
В строительстве участвовали завод «Лазурь» (ныне — «Электромаш»), НИИ «Сириус», и учащиеся ПТУ № 17 и № 35 (ныне — Нижегородский техникум городского хозяйства и предпринимательства), Сормовского машиностроительного техникума (ныне — Сормовский механический техникум) и общеобразовательных школ.
Открыт торжественно 7 ноября 1987 как первая очередь магистрали, которая по плану должна была быть проложена в 5-й и 6-й микрорайоны. Планировалось также открытие памятного знака по проекту Е. П. Робуля.
В 2005 восстановлен сквер (бульвар) ко Дню города. В 2014–2019 построен храм иконы Божией Матери «Нечаянная радость» в сквере.
В 2021 на проспекте благоустроены сквер «Сосны» и сквер (бульвар).